# La Fille dans la cage de verre
Cet article possède un paronyme, voir La Cage de verre (homonymie).
Pour plus de détails, voir Fiche technique et Distribution.
La Fille dans la cage de verre (The Girl in the Glass Cage) est un film américain en noir et blanc réalisé par Ralph Dawson, sorti en 1929. Il s'agit de l'adaptation du roman homonyme de George Kibbe Turner (1927).

## Synopsis
Dans une ville ouvrière du nord de l'État de New York, Gladys Cosgrove - qui vit avec son oncle John Cosgrove - vend des billets à la caisse du théâtre Elysium. Les visiteurs locaux sont Striker, propriétaire d'un speakeasy (bar clandestin) et ses amis Carlos et Sheik Smith, des petits voyous qui harcèlent Gladys. Un soir, Gladys est défendue par Terry Pomfret, un riche descendant d'une bonne famille, qui tombe amoureux d'elle. La mère de Terry tente de mettre fin à leur histoire mais le jeune homme continue de défendre Gladys que Smith continue d’importuner. Lorsque Smith est retrouvé mort, Gladys croit que Terry est peut-être le coupable ; elle s'accuse du crime.
- Dénouement et révélations finales

Le meurtrier est son oncle Johnny qui, avant de se suicider, tue également Striker. La famille de Terry accepte finalement que leur fils épouse Gladys, pour leur plus grand bonheur.

## Fiche technique
Sauf indication contraire, les informations mentionnées dans cette section peuvent être confirmées par la base de données cinématographiques IMDb,  présente dans la section « Liens externes ».
- Titre français : La Fille dans la cage de verre
- Titre original : The Girl in the Glass Cage
- Réalisation : Ralph Dawson
- Scénario : James Gruen, d’après l'histoire de Paul Perez basé du roman homonyme de George Kibbe Turner (1927)
- Direction artistique : John Hughes
- Photographie : Ernest Haller
- Montage : Terry O. Morse
- Société de production : First National Pictures
- Société de distribution : Warner Bros.
- Pays d'origine :  États-Unis
- Langue d'origine : anglais
- Genre : drame
- Format : noir et blanc - Aspect Ratio: 1.33:1 - Son : Mono (Vitaphone)
- Durée : 80 minutes
- Dates de sortie : 
  - États-Unis : 23 juin 1929
  - France : 29 février 1932

## Distribution
- Loretta Young : Gladys Cosgrove
- Carroll Nye : Terry Pomfret
- Matthew Betz : 'Doc' Striker
- Lucien Littlefield : Sheik Smith
- Ralph Lewis : John Cosgrove
- George E. Stone : Carlos
- Julia Swayne Gordon : Mme Pomfret
- Majel Coleman : Isabelle Van Court
- Charles Sellon : le procureur Dan Jackson
- Robert T. Haines : Pomfret

## Production
Le tournage a lieu aux studios de Warner Bros. à Burbank (Californie).
Ce film est considéré comme perdu.